# Pagano (mitología)
En la mitología clásica Pagano (en latín Paganus) citado solo por Filastrio, es un intento artificial por llevar al latín las creencias cristianas de las consecuencias entre el paralelismo existente en griego entre Helén y helenos con Greco y los griegos. El autor nos dice así:
«Fueron llamados paganos bien a partir de pago (esto es, lugar o provincia única) bien por los ídolos o bien, como dice el poeta griego Hesíodo, a partir del rey Pagano, cosa que se ha visto que es verdad. Así, pues, si a partir de pago, se trata de una indicación de lugar, lo mismo que también ahora se dice "de aquel pago"; si por los ídolos, es porque quienes daban a estas estatuillas eran llamados asi, paganos, esto es gentiles; pero una prueba segura y mayor es lo que los propios paganos refieren en sus historias, que fueron llamados paganos a partir del rey Pagano. Estos, posteriormente, desde el rey Pagano, hijo de Deucalión y de Pirra, teniendo el nombre de este por cosa plausible y digna de amor, honrando cada vez más su memoria hasta el día de hoy, conservan y utilizan hasta el presente esta falacia de nombre. Y así, heleno, esto es griego, se dice a partir de la lengua y de un rey que fue hijo de Deucalión y que así se llamaba, del mismo modo que los italos recibieron su nombre de Ítalo, los romanos de Rómulo y los latinos de Latino. En cuanto a la lengua, la declaró griega el carácter de una sola provincia y el rey Pagano la confirmó con su nombre, del mismo modo que Rómulo dio nombre a los romanos y que, como dice Hesíodo, los griegos fueron asi Ilamados a partir de un rey griego que, con el nombre de Griego, fue hijo de Deucalión».